# Klimatologie
Klimatologie je věda o podnebí studující dlouhodobou podobu a celkové účinky meteorologických procesů probíhajících na Zemi. Ty však nastávají v konkrétních geografických podmínkách. Dnes se řadí mezi vědy geografické s řadou styčných problémů i věd negeografických a lze ji tedy definovat též jako vědu interdisciplinární. Z důvodu, že výstupy této vědy povětšinou nelze ověřovat kontrolovanými experimenty, mohou být některé závěry klimatologů ohledně příčin klimatických změn považovány spíše za doktríny, než že by se jednalo o úzce vědecké názory. Klimatičtí vědci by z důvodu objektivnosti vědecké práce neměli podléhat jakémukoli aktivismu. Historické záznamy také studuje paleoklimatologie.

## Hlavní úkoly klimatologie
- studium utváření podnebí na Zemi jako planetě i v jejích jednotlivých částech
- popis a objasnění podnebných zvláštností Země (od kontinentálního měřítka až po místní měřítko)
- třídění neboli klasifikace podnebí a vymezování klimatických oblastí (klimatická regionalizace)
- studium podnebí v dobách historických a geologických, kolísání podnebí a klimatických změn, které směřuje i k pokusům o předpověď změn podnebí

## Dílčí disciplíny
- klimatologie aplikovaná (užitá)
- klimatologie dynamická
- klimatologie ekologická
- klimatologie historická
- klimatologie emisí
- klimatologie inženýrská
- klimatologie klasická
- hydroklimatologie
- paleoklimatologie

## Podnebí (klima)
Podnebím se rozumí dlouhodobý režim počasí podmíněný:
- energetickou bilancí – tj. součet všech druhů záření přicházejících od Slunce a z atmosféry, které jsou atmosférou a aktivním povrchem pohlcovány, odráženy a vyzařovány
- atmosférickou cirkulací – tj. pohyb vzduchových hmot (teplá fronta, studená fronta, okluzní fronta, regionální větrné proudy a systémy)
- charakterem aktivního povrchu – tj. zemský povrch samotný a jeho četné podoby tvořené vegetačním krytem, kvalitou materiálu a vertikální členitostí
- lidskými (antropogenními) zásahy – tj. města, velkolomy, umělé vodní nádrže atp.

## Základní faktory formující planetární klima
Mezi jednotlivými faktory je vzájemná součinnost na vytváření klimatických podmínek celkově i na jednotlivých místech planety.
- atmosférické – určují časové a prostorové změny bilance záření (energetické bilance), jsou dané například změnou vzdálenosti Země od Slunce, sklonem zemské osy apod.
- cirkulační – závislé mimo jiné na rotaci planety a homogenitě jejího povrchu či tlakových poměrech. Jedná se o všeobecnou cirkulaci atmosféry, výměnu tepla na Zemi a oběh vody.
- geografické – působí na vznik klimatu v konkrétních geografických (prostorových) podmínkách. Je to zeměpisná šířka, nadmořská výška, vliv pevnin a moří, vliv terénu (orografie), vliv mořských proudů a vliv rostlinné a sněhové pokrývky.

Někdy je v literatuře uváděn také vliv člověka na klima. Není však doposud jednoznačně prokázáno, která činnost je škodlivá a která ne. Těžko se také stanovuje míra tohoto působení.

## Klasifikace klimatu
Děje působící na vznik podnebí na Zemi jsou dány faktory formulující planetární klima a vytvářejí celou řadu klimatických typů. V rozložení jednotlivých klimatických charakteristik (teplota vzduchu, úhrn srážek aj.) lze pozorovat určité geografické zákonitosti (závislost na zeměpisné šířce, kontinentalita místa, orografie aj.). Je jasné, že také tyto typy podnebí, tj. souhrn klimatických charakteristik v předem dohodnutých mezních hodnotách, nemusí být na Zemi uspořádány náhodně, nýbrž uspořádaně, v závislosti na činitelích působících na tvorbu klimatu. Dá se také říci, že v rozložení klimatických oblastí existuje více či méně zřetelná zonalita. K uspořádání jednotlivých typů podnebí se používá metody regionalizace. Je používán i termín rajonizace či klasifikace.
Klasifikace klimatu se metodicky rozlišuje na 2 přístupy:
- konvenční (statický, statistický, efektivní apod.) přístup – Využívá ke členění podnebí základních klimatických projevů z kritérií statisticky definovaných na základě měřených údajů z meteorologických stanic (teplota, tlak, srážky ad.)

Příkladem je Köppenova klasifikace (svět) či Quittova klasifikace (Česko a Slovensko).
- genetický (dynamický) přístup – Vychází ze základních planetárních podmínek vzniku podnebí, např. planetární vzdušná cirkulace (Flöhnova klasifikace) nebo podle převládajícího výskytu vzduchových hmot (Alisovova klasifikace)